# Poczta serc
Poczta serc – amerykańsko-kanadyjski film obyczajowy z 2001 roku oparty na faktach.

## Główne role
- Kirk Cameron – Josh
- Karin Konoval – Redaktor
- Catherine Oxenberg – Marion Shergold
- Thomas Sangster – Craig Shergold
- Peter Wingfield – Ernie Shergold
- Jeremy Guilbaut – Steve Shergold
- Jennifer Carmichael – Sharon Shergold
- Sean Campbell – Trener
- Bernard Cuffling – Pediatra
- Chang Tseng – Chiński aptekarz
- Sheila Tyson – Lekarka

## Fabuła
U 8-letniego Craiga lekarze wykrywają nowotwór mózgu. Ich zdaniem chłopiec nie ma żadnych szans na przeżycie. Ale matka nie zamierza się poddać. Matka Marion inicjuje łańcuch ludzi dobrej woli. Prosi, aby każdy, komu nie jest obojętny los Craiga, wysłali kartkę z życzeniami. Wkrótce chłopiec otrzymuje miliony kartek z całego świata. Jedna z nich jest od Opatrzności.